# Renáta Katona
Renáta Katona (Budapest, 17 de noviembre de 1994) es una deportista húngara que compite en esgrima, especialista en la modalidad de sable.
Ganó dos medallas en el Campeonato Mundial de Esgrima, en los años 2022 y 2025, y una medalla de plata en el Campeonato Europeo de Esgrima de 2019. En los Juegos Europeos de Cracovia 2023 consiguió una medalla de bronce en la prueba por equipos.
Participó en los Juegos Olímpicos de Tokio 2020, ocupando el octavo lugar en la prueba por equipos.

## Palmarés internacional
| Campeonato Mundial | Campeonato Mundial    | Campeonato Mundial | Campeonato Mundial |
| Año                | Lugar                 | Medalla            | Prueba             |
| ------------------ | --------------------- | ------------------ | ------------------ |
| 2022               | El Cairo (Egipto)     | Medalla de oro     | Sable por equipos  |
| 2025               | Tiflis (Georgia)      | Medalla de bronce  | Sable por equipos  |
| Juegos Europeos    |                       |                    |                    |
| Año                | Lugar                 | Medalla            | Prueba             |
| 2023               | Cracovia (Polonia)    | Medalla de bronce  | Sable por equipos  |
| Campeonato Europeo |                       |                    |                    |
| Año                | Lugar                 | Medalla            | Prueba             |
| 2019               | Düsseldorf (Alemania) | Medalla de plata   | Sable por equipos  |